# Lugburz
Lugburz je debitantski studijski album austrijskog black metal-sastava Summoning. Album je 20. ožujka 1995. godine objavila diskografska kuća Napalm Records.

## O albumu
Lugburz se uglavnom sastoji od rearanžiranih demoskladbi. Lugburz u prijevodu s crnog jezika znači "mračna kula" te se uglavnom odnosi na kulu Barad-dûr iz serijala Gospodar prstenova pisca J. R. R. Tolkiena. Za razliku od naknadnih albuma skupine, koji su ritmički sporiji i atmosferičniji uz veliku prisutnost klavijatura, Lugburz je ritmički brz te zvukovno podsjeća na sastav Abigor, također austrijski black metal sastav. Ovo je posljednji album grupe na kojem je bubnjeve svirao Alexander "Trifixion" Trondl.
Naslovnica za album preuzeta je s naslovnice romana "Pad Fyorlunda" književnika Rogera Taylora, a načinio ju je Mark Harrison.

## Popis pjesama
| 1.    | »Grey Heavens« (instrumental)              | 1:44 |
| 2.    | »Beyond Bloodred Horizons«                 | 3:37 |
| 3.    | »Flight of the Nazgul«                     | 7:07 |
| 4.    | »Where Winters Forever Cry«                | 4:04 |
| 5.    | »Through the Valley of the Frozen Kingdom« | 6:22 |
| 6.    | »Raising with the Battle-Orcs«             | 5:44 |
| 7.    | »Master of the Old Lure«                   | 4:14 |
| 8.    | »Between Light and Darkness«               | 3:29 |
| 9.    | »The Eternal Lands of Fire«                | 3:36 |
| 10.   | »Dragons of Time«                          | 6:01 |
| 11.   | »Moondance«                                | 4:46 |
| 50:44 |                                            |      |

## Zasluge
| Summoning - Protector of All Endless Sleeps – vokali, gitara, klavijature - Silenius – vokali, bas-gitara, klavijature - Trifixion of the Horned King – bubnjevi | Dodatni glazbenici - Pazuzu – dodatni vokali (na pjesmama 5 i 10), tekstovi pjesama |